# Alfredo Zegarra Tejada
Florentino Alfredo Zegarra Tejada (Arequipa, 16 de octubre de 1951) es un político y médico peruano. Es fundador y presidente del Movimiento Regional Arequipa Renace. 
Fue alcalde del distrito de José Luis Bustamante y Rivero entre 2003 al 2010 y alcalde provincial de Arequipa desde el 2011 al 2018.

## Biografía
Alfredo Zegarra nació en Arequipa, Perú, siendo hijo de Abraham Zegarra y Olga Tejada.
Hizo sus estudios primarios en la Escuela Nª9523 y secundarios en el Colegio Independencia Americana ambos en la provincia de Arequipa, posteriormente, estudió y culminó sus estudios de Medicina Humana en la Universidad Nacional de San Agustín.
Fue elegido alcalde del distrito de José Luis Bustamante y Rivero en las elecciones municipales por organización política Bustamante Renace para el periodo 2003-2006. Siendo reelegido para el periodo 2007-2010.
En 2010 postuló a las elecciones municipales para la alcaldía de Arequipa con el movimiento regional Arequipa Renace siendo elegido alcalde para el periodo 2011-2014.
En 2014 fue reelegido alcalde de Arequipa para el periodo 2015-2018 con el 26.74 % de los votos por el movimiento regional Arequipa Renace.
En el 6 de abril de 2018 renunció a la alcaldía de Arequipa para poder postular al gobierno regional. En las elecciones para gobernador regional alcanzó el tercer lugar. El 22 de octubre de 2018, el Primer Juzgado de Investigación Preparatoria de Cerro Colorado ordenó el impedimento de salida contra Alfredo Zegarra por el caso 'Los Jardines Chumbivilcas'.